# Bilulua atricollis
Bilulua atricollis är en fjärilsart som beskrevs av Sergius G. Kiriakoff 1954. Bilulua atricollis ingår i släktet Bilulua och familjen tandspinnare. Inga underarter finns listade i Catalogue of Life.